# Viktor Kovačić
Viktor Kovačić (Ločen dol kraj Rogaške Slatine, 28. srpnja 1874. – Zagreb, 21. listopada 1924.), hrvatski arhitekt.
Često zvan ocem moderne hrvatske arhitekture – zbog suptilnih i čistih formi te svojih protofunkcionalističkih načela, Kovačić je jedan od najznačajnijih hrvatskih arhitekata. Neka od važnijih zagrebačkih djela su Crkva sv. Blaža, palača Burze, kuća Frank, palača Slaveks i uređenje Jezuitskog trga u Zagrebu, kao i mauzolej De Piennes u Vrbovcu, te brojni stambeni natječaji, interijeri i regulacije.
Snažno je utjecao i na razvoj domaćeg građevinskog obrta, kao i na urbanistička pitanja i pitanja spomeničke zaštite. Objavljivao niz kritičkih tekstova (u časopisu Život objavljuje programatsku raspravu Moderna arhitektura). Svojim kontroverznim tezama i istupima u javnosti Kovačić je uzdrmao arhitektonsku scenu svoga doba, te stvorio brojne neprijatelje. Prijateljevao je i s Adolfom Loosom, vodio zajednički atelier s Hugom Ehrlichom, a 1906. osniva Klub hrvatskih arhitekata (s Bastlom, Ivekovićem, Ehrlichom i Schönom).

## U Bolléovom atelijeru
Viktor Kovačić rođen je u Ločen Dolu 1874. u seljačkoj obitelji. Vrlo brzo kao siroče odlazi stricu u Graz, gdje završava pučku i zidarsku obrtnu školu, šegrtujući neko vrijeme kod Stadtbaumeistera Josepha Flora. Kao sedamnaestogodišnjak dolazi u Zagreb, gdje prvo radi kao vježbenik u građevnoj tvrtki Carnelutti, a zatim i u atelijeru arhitekta Kune Waidmanna. Videći u Kovačiću darovita mladića, ubrzo ga preporučuje tadašnjem direktoru obrtne škole Hermannu Bolléu, koji ga prima u svoj atelijer. Tijekom petogodišnjega rada kod Bolléa, kao tehničar i voditelj gradnji Kovačić je stekao golemo iskustvo, koje će mu omogućiti da 1896. upiše elitnu bečku Akademie der bildenden Künste.
Boravak Viktora Kovačića u Beču od višestruke je važnosti, kako za sama Kovačića, tako i za razvoj hrvatske moderne. Naime, Kovačićev učitelj u Beču, kao i Slovenca Josipa Plečnika, glasoviti je arhitekt Otto Wagner, jedan od ključnih protagonista europskog fin de sieclea. Nekako istodobno s Kovačićem, u Beč se nakon boravka u Americi vratio i arhitekt Adolf Loos, koji će svojim djelovanjem radikalno preusmjeriti dalji tijek arhitekture 20. stoljeća. Nekoliko godina poslije Kovačić i Loos prisno se sprijateljuju i počinju surađivati. Da nije bila riječ isključivo o poslovnoj suradnji, nego o nadasve prisnu prijateljstvu dvojice sumišljenika i suboraca za iste ideje, najzornije nam svjedoči i niz crteža i skica nedavno pronađenih u Kovačićevoj ostavštini, među kojima je svakako najzanimljivija studija Paladijeve obnove Agripinih terma u Rimu s anagramskim suputpisom dvojice arhitekata – Agripa LF oos Kovac Feci, (op. a. Agripa Adolf Loos Kovačić Fecit). 

## Prvi programatski istup
Diplomiravši, 1899. Kovačić se vraća u Zagreb, gdje se vrlo brzo uključuje u javni život. Već 1900. inspiriran istoimenom Wagnerovom knjigom objavljuje u časopisu »Život« programski tekst Moderna arhitektura. Izuzmemo li kritičke dopise iz Pariza 1897. arhitekta Josipa Markovića o zagrebačkoj arhitekturi, ili pak istup Ive Pilara u »Vijencu« 1898, riječ je o prvom arhitektonskom programskom istupu u nas, kojim će biti zacrtani temeljni ciljevi i problemi arhitektonske struke što će prema dosadašnjim iskustvima ostati aktualnim sve do kraja 20. stoljeća. Stanovi, kuće i uopće sve zgrade, ističe Kovačić kritizirajući postojeću arhitekturu, »moraju biti gradjene prema našim potrebama... Drugo je graditi palaču iz mramora, drugo graditi željeznom konstrukcijom. I zato ne valja, da nam kuće izgledaju kao da su mramorne palače, a kad tamo, one su kućetine sa stotinu siromašnih stanovnika gradjene ciglom i željezom... Moderna arhitektura zahtijeva logičnost i praktičnost.« »Stanovi se grade zbog ljudi, a ne zbog pokućstva« citirat će Kovačića Jiroušek u »Vijencu«. Mnogo je radikalniji Loos. Čemu ugađati, pita se on, lošem ukusu stanara koji uživaju pri pomisli da im fasada pruža iluziju raskoši?« »Dekoracije koje nemaju pravo društveno pokriće zapravo su smiješne, još i više: one su nemoralne.«
Takvi istupi obojici će, i Loosu u Beču i Kovačiću u Zagrebu, stvoriti mnogo neprijatelja. Već je glasovita anegdota kada je Kovačić nakon povratka u Zagreb u potrazi za poslom pokucao na vrata tada poznatu vladinu inženjeru, doslovce mu sasuvši u lice: »Došao sam da bih arhitekturu u Hrvatskoj postavio na nove osnove – ja sam sunčev zrak novog umjetničkog stremljenja.« Zbunjeni vladin službenik savjetovao mu je da se pridruži svom nekadašnjem učitelju Bolléu, na što mu je ovaj u svom stilu odbrusio: »Ma kakav Bollé! Topove bi trebalo dovući i napucati oba tornja stolne crkve.« Kovačić će sve do smrti biti u bespoštednom sukobu, osobito s Izidorom Kršnjavijem. No čangrizavi i ostarjeli vladin predstojnik za bogoštovlje i nastavu znao mu je žestoko uzvratiti: »Talentiran čovjek. Ima dobrih ideja i ukusa, ali je lijenčina, koji ne uči niti radi ustrajno, nego po kavanama pripovijeda koliko je vrijedan. Bohéma. Šteta za njega.«

## Potraga za samoodređenjem
Upravo će ta, kako je Carl Emil Schorske naziva u knjizi Beč krajem stoljeća, »generacijska pobuna protiv otaca u potrazi za novim samoodređenjem«, 1905. primorati nekoliko mlađih zagrebačkih arhitekata: Stjepana Podhorskog, Vjekoslava Bastla, Edu Šena i Viktora Kovačića, da kao ishodište strukovnogeneracijskog djelovanja osnuju Klub hrvatskih arhitekta – jednu od prijelomnica hrvatske moderne. Sukob Kovačića i sredine u kojoj je djelovao u jednom je trenutku poprimio tolike razmjere da mu je 1912., tijekom suradnje s arhitektom Hugom Ehrlichom, skupina provincijskih vladinih službenika, predvođena stanovitim Augustom pl. Pisačićem, nastojala osporiti čak i pravo korištenja zvanja ovlaštenog i civilnog arhitekta. Sav očajan Kovačić tada piše banu Cuvaju: »13 sam se godina nesmetano služio ovim naslovom, izvršavao bezprikorno svoje zvanje, ispunjavao dostojno svoje mjesto kao koristan član države u svojstvu arhitekta... Time je bez moje krivnje sav moj životni trud, sva moja marljivost, vrijeme i energija što sam je u svoje nauke i u svoje znanje uložio uzaludan, te se uništuje moja eksistencija... Time mi ne preostaje ništa drugo, nego svoje dosadanje polje uspješnoga rada ostaviti i seliti poput prognanika iz vlastite domovine«. Sukob s državnim činovništvom trajat će gotovo do Kovačićeve iznenadne smrti, koja će ga zateći 1924. usred izvedbe jedne od njegovih najvažnijih realizacija – palače zagrebačke Burze. 
Danas možemo nabrojati mnoga Kovačićeva ostvarenja koja su, u doba kada su nastajala, unijela važne promjene i novine u tadašnji hrvatski arhitektonski izričaj. Izdvojimo samo neka: vila Perok (1905.), regulacija Kaptola (1908. – 1910.) i Rokova perivoja (1909.), crkva sv. Blaža (1909. – 1913.), vile Vrbanić i Frangeš (1910.), kuća Frank (1912. – 1913.), vila Čepulić (1914.), vila Fröhlich, kuća Slaveks (1920.) i palača zagrebačke Burze (1923. – 1927.). Upravo navedena djela najzornije tumače cjelokupan Kovačićev opus, koji se kretao u široku rasponu od afirmativnog i kritičkog pristupa urbanim temama i njihova aktivnog odnosa prema povijesnom nasljeđu, preko pojedinačnih gradnji, pa sve do studioznih razrada koje su bez susprezanja sezale i do najneznatnijeg arhitektonskog detalja i projekata s područja umjetničkog obrta, izražavajući u Kovačića, da parafraziram njegova suvremenika Edu Šena, neodoljivu strastvenu težnju za ljepotom kojoj je podloga duboka unutrašnja potreba za stvaranjem iz najčistijih izvora do kojih može doprijeti ljudski duh. 

## Posthumno priznanje
Godinu nakon smrti, na međunarodnoj pariškoj izložbi za umjetnost i obrt (Expositions des Arts Décoratifs), arhitektu Viktoru Kovačiću posthumno je dodijeljem Grand Prix. No danas je u javnosti malo poznato da je Kovačiću glavna nagrada dodijeljena u jakoj međunarodnoj konkurenciji, koju su činila imena poput Augusta Perreta, Le Corbusiera, Brune Tauta i Konstantina Meljnikova. 

## Kovačićeva osobnost
Već za života Viktor Kovačić postao je karizmatičnom osobom, no svojim ostvarenjima, a još više istupima u javnosti, stekao je više neprijatelja no prijatelja, postavši time ujedno i jednim od najvećih tragičara hrvatske moderne. Antun Jiroušek 1925. piše u »Vijencu«: »Život je Kovačićev klasičan primjer za pojave ovakove vrsti, koje su se javljale u prošlosti, a javljaju se i u sadašnjosti hrvatske arhitekture.« Kovačićev suvremenik, slikar Ljubo Babić svjedoči: »Rijetki su ga voljeli. Dosta je bilo onih koji su ga tolerirali, a najviše je bilo onih, koji su ga antipatijom susretali. A s njime je bilo doista teško: osjetljiv, tvrdoglav, prepotentan: prema slabijima grub i osoran, a prema jačima laskav, umiljat; indolentan, nelagodan. Kretao se među ljudima kao kakav veliki gospodin... Izoliran postao je čudak; bohem, koji je predstavljao aristokrata. Takav je ostao u uspomeni većine. Oni, pak koji su ga voljeli, upamtili su ga kao dosjetljivog i duhovitog šaljivdžiju, čiji je sarkazam pogađao duboko i točno... Oni malobrojni koji su ga uistinu voljeli, znali su, da se u njemu krije čovjek umjetnik, čovjek od vrijednosti, skeptik spram svega, a najviše spram sebe, čovjek patnik, izranjen i izmrcvaren okolinom. Znali su da je u njemu negdje duboko skrita težnja za drugim, ljepšim skladnijim svijetom... Znali su da u svojoj mansardi crtka na svoje papire zanose i sanje o izlazu iz svega ružnoga, kaotičnog i prljavog, da se zanosi maštom za dalekim nekim imaginarnim New Yorkom, iluziji o dalekoj nedohvatnoj slobodi, u sjeni koje počiva ljepota, i da sanja o dalekim perspektivama... kristalnim arhitekturama, o novim ljepotama...« 

## Projekti i realizacije
- 1892. – Pregradnja stambene kuće Hermann Eisner, Trg Nikole Šubića Zrinskog 14, (Atelijer Kune Waidmanna), Zagreb

- 1893. – 1896. Izrada nacrta i vođenje gradnja pravoslavne crkve kraj Generalskog Stola, (Atelijer Hermanna Bolléa)

- 1896. – Idejni projekt za vidikovac na vrhu brda, Nagrada: Trogodišnja mađarska državna stipendija za studij arhitekture na bečkoj Akademie der Bildenden Kunste. Rad je publiciran u časopisu „Architektonische Monatshefte“, Beč, 1901.

- 1898. – Idejni projekt hotela na Wienzele, Beč, studentski rad. Rad je publiciran u časopisu „Der Architekt“, Beč, 1898.

- 1899. – Idejni projekt carskog ljetnikovca Oriadna na Krimu, Beč, diplomski rad

- 1901. – 1903. Stambena uglovnica Eisner, Tomislavov trg 11, Kneza Branimira, Zagreb

- 1902. – Stambena zgrada dr. Oskar Kornitzer, Gundulićeva 22, (Gjure Carneluttija), Zagreb

- 1902. – 1903. Pregradnja stambene zgrade dr. Eugen Winkler, Preradovićeva 14, ( Atelijer Gjure Carneluttija), Zagreb

- 1902. – 1903. Stambena zgrada Ivančan, Boškovićeva 10, (Atelijer Pilar, Mally i Bauda), Zagreb

- Natječajni projekt Hrvatsko-slavonske zemaljske hipotekarne banke, Zagreb (otkup)

- 1903. – Vila Auer, Nazorova 10/1, Zagreb

- 1904. – Dogradnja stambene zgrade Lovrenčić, Gajeva 32, Zagreb

- 1905. – Natječajni projekt regulacija Tomislavova trga, Zagreb (1. nagrada)

- 1905. – Idejna studija za gradnju dvorane pjevačkog društva „Kolo“, Mažuranićev trg, Zagreb

- 1905. – Idejna studija paviljona za Zemaljsku gospodarsku izložbu

- 1905. – Natječajni projekt palače Rossia Foncier, Beograd (1. nagrada)

- 1905. – 1906. Slikarski atelijer i vila Auer, Rokova 9, Zagreb

- 1905. – 1906. Vila Perok/ Kavić, Masarykova 9/1 (dvorišni objekt), Zagreb

- 1906. – 1907. Stambeno – trgovačka zgrada Oršić i Divković, Masarykova 21 – 23, Zagreb

- 1907. – Natječajni projekt za palaču Zemaljske vlade, Zagreb (otkup)

- 1907. – Uređenje unutrašnjosti dvorane Kola (Hrvatski sokol), Mažuranićev trg, Zagreb

- 1908. – Natječajni projekt regulacije Kaptola i okolice, Zagreb (1. nagrada)

- 1908. – Postav izložbe „Lade“ na 3. jugoslavenskoj izložbi, Umjetnički paviljon, Zagreb

- 1908. – 1909. Neizvedeni projekt regulacije Svačićevog trga, Zagreb

- 1909. – Regulacija Rokova groblja (Rokov perivoj), Zagreb

- 1909. – Idejni prijedlog regulacije Strossmayerova šetališta, Zagreb

- 1909. – Regulacija Jezuitskog trga, Zagreb

- 1910. – Izrada pretprojekta regulacije Kaptola i okolice (neizvedeno)

- 1910. – 1911. Vila Frangeš, Rokov perivoj 2, Zagreb

- 1910. – 1911. Vila Vrbanić, I. Gorana Kovačića 2 (Atelijer Kovačić & Ehrlich), Zagreb

- 1910. – 1911. Stambena zgrada Lustig, Mihanovićeva/Kumičićeva 10 (Atelijer Kovačić & Ehrlich), Zagreb

- 1910. – 1913. Crkva sv. Blaža, Prilaz Gjure Deželića 64, Zagreb

- 1910. – 1914. Ljetnikovac grofice Kulmer (Atelijer Kovačić & Ehrlich), Novi Vinodolski

- 1911. – Izrada pretprojekta regulacije Dolca, Zagreb (neizvedeno)

- 1911. – Idejna studija zgrade vojne uprave, Zagreb

- 1911. – Idejni projekt kuće Cik, Jurjevska ulica, Zagreb

- 1911. – 1912. Stambena zgrada Banke za promet nekretninama, Mihanovićeva 20/Kumičićeva, H. Ehrlich radi idejni projekt a Kovačić izvedbene nacrte (Atelijek Kovačić & Ehrlich), Zagreb

- 1911. – 1912. Stambena zgrada Banke za promet nekretninama, Mihanovićeva 14/Haulikova, H. Ehrlich radi idejni projekt a Kovačić izvedbene nacrte (Atelijek Kovačić & Ehrlich), Zagreb

- 1912. – Portal zasunske komore Gradskog vodovodnog rezervoara, Tuškanac/Jabukovac, Zagreb

- 1912. – Stambeno poslovna zgrada Hrvatske banke za promet nekretninama, Medulićeva 2, Ehrlich radi idejni projekr a Kovačić izvedbene nacrte (Atelijer Kovačić & Ehrlich)

- 1912. – Idejni projekt spomenika Josipu Jurju Strossmayeru, Zagreb

- 1912. – Idejni projekt kinematografskog kazališta, Ilica 31, Zagreb

- 1912. – Idejni projekt kina „Union“, Gajeva ulica, Zagreb

- 1912. – Mauzolej markiza Etienne de Piennesa, (Atelijer Kovačić & Ehrlich),Vrbovec

- 1912. – Natječajni projekt Narodnog doma u Koprivnici (Atelijer Kovačić & Ehrlich)

- 1912. – 1913. Uređenje stambene zgrade dr. Nikole Tomašića, Hebrangova 17 – 19 (za Kovačić & Ehrlich), Zagreb

- 1912. – Stambeno poslovna zgrada Hrvatske banke za promet nekretninama, Medulićeva 2, Ehrlich radi idejni projekr a Kovačić izvedbene nacrte (Atelijer Kovačić & Ehrlich)

- 1912. – 1913. Stambena kuća Frank, Mažuranićev trg 1/Hebrangova 33 (Atelijer Kovačić & Ehrlich), Zagreb

- 1912. – 1913. Idejni projekt regulacije Svačićeva trga

- 1912. – 1913. Projekt rekonstrukcije dvorca Turković, Kutjevo

- 1912. – 1913. Pregradnja stambene zgrade Tomašić, Hebrangova 17/19, (Atelijer Kovačić & Ehrlich)

- 1912. – 1913. Natječajni projekt za župnu crkvu i župni stan u Opatija|Opatiji (otkup)

- 1912. – 1914. Stambeno poslovna zgrada Hrvatske banke za promet nekretninama, Ilica 100, Ehrlich radi idejni projekr a Kovačić izvedbene nacrte (Atelijer Kovačić & Ehrlich)

- 1912. – 1916. Rekonstrukcije dvorca nadbiskupskog dvorca Bauer, Brezovica

- 1913. – Natječajni projekt Hrvatskog narodnog kazališta u Osijeku, (2. nagrada)

- 1913. – Vila Rado, Rokov perivoj 7, Ehrlich radi idejni projekt a Kovačić izvedbene nacrte (Atelijer Kovačić & Ehrlich), Zagreb

- 1913. – Projekt namještaja za vilu Vrbanić, I. G. Kovačića, Zagreb

- 1913. – Stambena zgrada Hellenbach, Vranyczanijeva poljana 13, (Atelijer Kovačić & Ehrlich), Zagreb

- 1913. – 1914. Pregradnja stambene zgrade Kušević, Čirilometodska 3/ Kuševićeva 1 (Atelijer Kovačić & Ehrlich), Zagreb

- 1913. – 1914. Vila Čepulić, Jurjevska 63 a (Atelijer Kovačić & Ehrlich), Zagreb

- 1913. – 1914. Pregradnja palače Kušević, Ćirilometodska 3/Kuševićeva 1 (Atelijer Kovačić & Ehrlich), Zagreb

- 1914. – Idejni projekt obiteljske kuće Breyer, Tuškanac 17, (Atelijer Kovačić & Ehrlich)

- 1916. – Uređenje interijera nekadašnje kavane „Klub“, Ilica 13, Zagreb

- 1916. – Natječajni projekt mađarske gimnazije, Zagreb

- 1916. – Obiteljska kuća Ehrlich, Tuškanac 17, Ehrlich radi idejni projekt a Kovačić izvedbene nacrte, Zagreb

- 1916. – 1917. Projekti vojničkih groblja u Vinkovcima i Slavonskom Brodu

- 1918. – 1920. Pregradnja vile Herzog, Hercegovačka ulica, Zagreb

- 1919. – 1920. Vila Frölich (tzv. Drvena vila), Bosanska 54, Zagreb

- 1920. – Idejni projekt kuće Rudović, Trg maršala Tita 3/Masarykova 25, Zagreb

- 1920. – Stambena kuća Slavex, Svačićev trg 13, Zagreb

- 1920. – Dogradnja stambene zgrade Herzog, Pod zidom 6, Zagreb

- 1920. – 1923. Pregradnja kuće Švrljuga, Rokov perivoj 7, Zagreb

- 1921. – Idejni projekt kuće Horvatić, Vončinina ulica, Zagreb

- 1921. – Uređenje vlastitog stana na tavanu kuće Divković, Masarykova 21, Zagreb

- 1921. – 1923. Pregradnja kuće i atelijera Meštrović, Mletačka 6,8 i 10, (dovršili Harold Bilinić i Drago Ibler), Zagreb

- 1922. – Projekt vile Ehrmann, Jurjevska 65, Zagreb

- 1922. – 1923. Trgovačko stambena kuća „Eksploatacija drva“, Trg žrtava fašizma 3, Zagreb

- 1922. – 1923. Studija uređenja i opreme salona vile Švrljuga, Rokov perivoj 7, Zagreb

- 1923. – 1924. Palača Burze, Trg hrvatskih velikana 3/Račkoga 1/Martićeva 1, (gradnju dovršili 1927. Hugo Ehrlich, Alfred Albini i Mladen Kauzlarić), Zagreb

## Izbor iz literature
- Babić Ljubo – Arhitekt Viktor Kovačić, „Obzor“, Zagreb LXIX/ 1928., 37, 2–3.
- Babić Ljubo – Umjetnost kod Hrvata u 19. stoljeću, Matica hrvatska, Zagreb, 1934.
- Babić Ljubo – Pregled hrvatske umjetnosti, Obzor, Spomen knjiga 1860. – 1935., Zagreb, 1935.
- Domljan Žarko – Viktor Kovačić 1, 15 dana, broj 3, Zagreb, 1974.
- Domljan Žarko – Viktor Kovačić 2, 15 dana, broj 4/5, Zagreb, 1974.
- Domljan Žarko – Hrvatska arhitektura na prijelazu stoljeća, Arhitektura, broj 156/7, Zagreb, 1976.
- Galović Krešimir – Arhitekt Kovačić, skice i crteži, Biblioteka Psefizma, UHA, Zagreb, 1997.
- Galović Krešimir – Povijest hrvatske arhitekture 20. st: Između mita i neznanja, Vijenav 163, Zagreb, 2000.
- Galović Krešimir – Povijest hrvatske arhitekture 20. st.: Viktor Kovačić (1874. – 1924.) – San o kristalnoj arhitekturi, Vijenac, 166, Zagreb, 2000.
- Galović Krešimir – Klub hrvatskih arhitekata, Vijenac, 172, Zagreb, 2000.
- Galović Krešimir – I Kovačić šaptom pade, Vijenac, 284, Zagreb, 2005.
- Jiroušek Antun – Viktor Kovačić, Vijenac, broj 5, Zagreb, 1925.
- Jiroušek Antun – Viktor Kovačić, Vijenac, broj 7/8, Zagreb, 1925.
- Jiroušek Antun – U spomen hrvatskog arhitekta Viktora Kovačića, Hrvatski narod, Zagreb, 22. 10. 1941.
- Jurić Zlatko – Herojski prolog u modernu I, Od kasnog historicizma k secesiji, ČIP, broj 5/12, Zagreb, 1995.
- Jurić Zlatko – Herojski prolog ka moderni II, Početak direktnog sukoba arhitektonskih generacija, ČIP, broj 1/2 Zagreb, 1996.
- Jurić Zlatko – Herojski prolog u modernu III, Ne rušite Bakačevu kulu!, ČIP, broj 3, Zagreb, 1996.
- Jurić Zlatko – Herojski prolog u modernu IV, Pirova pobjeda, ČIP, broj 6/8, Zagreb, 1996.
- Jurić Zlatko – Herojski prolog u modernu V, Arhitektura kao moralno i umjetničko poslanstvo, ČIP, broj 9/10, Zagreb, 1996.
- Jurić Zlatko – Herojski prolog u modernu VI, Doba kada su arhitekturom vladale individualne umjetničke geste, ČIP, broj 11/12, Zagreb, 1996.
- Jurić Zlatko – Crkva Sv. Blaža u Zagrebu 1908. – 1914., Život umjetnosti, broj 59, Zagreb, 1997.
- Jurić Zlatko – Crkva Sv. Blaža u Zagrebu, Arhitekt Viktor Kovačić, život i djelo, zbornik radova, HAZU, Zagreb, 2003.
- Jurić Zlatko – Ivo Maroević – Natječaji, izložbe Klub hrvatskih arhitekata, Arhitekt Viktor Kovačić, život i djelo, zbornik radova, HAZU, Zagreb, 2003.
- Jurić Zlatko – Od secesije prema klasicizmu: Viktor Kovačić, natječajni projekt za regulaciju Kaptola u Zagrebu, 1908. Secesija u Hrvatskoj, katalog izložbe, MUO, Zagreb, 2003.
- Jurić Zlatko – Viktor Kovačić – prolog u regulaciju Kaptola, 1908., Prostor, 1(29), Zagreb. 2005.
- Knežević Snješka – Zagrebačka zelena potkova, Školska knjiga, Zagreb, 1996.
- Knežević Snješka – Kovačićeve vizije uređenja zagrebačkih trgova i perivoja 1905. – 1909., Arhitekt Viktor Kovačić, život i djelo, zbornik radova, HAZU, Zagreb, 2003.
- Knežević Snješka – Zagreb u središtu, Istraživanja, studije i prikazi, Barbat, Zagreb, 2003.
- Laslo Aleksander – Arhitektonski vodič, Individualno stanovanje u Zagrebu od 1900. do 1940. godine, Arhitektura, broj 186/187/ 188, Zagreb, 1983./4.
- Laslo Aleksander – Izgradnja javnih objekata u Zagrebu do 1940., ČIP, broj 3, Zagreb, 1983.
- Laslo Aleksander – Lica moderniteta 1898. – 1918.: zagrebačka arhitektura secesijske epohe, Secesija u Hrvatskoj, katalog izložbe, MUO, Zagreb, 2003.
- Lunaček Vladimir (atrib. Z. Jurić) – Iz naših umjetničkih atelijera: Viktor Kovačić, Obzor, Zagreb, XLVII/1906, 80, 2–3.
- Maruševski Olga – Kovačić u kontekstu svoga vremena, Arhitekt Viktor Kovačić, život i djelo, zbornik radova, HAZU, Zagreb, 2003.
- Mikac Neven, Aleksander Laslo – Arhitektonski vodič I., Zagreb – donji grad, 19. i 20. stoljeće, ČIP, broj 9, 1982., Zagreb
- Plavšić Dušan – Poslije izložbe natječajnih radnja za regulaciju Kaptola i okolice, Obzor ilustrovani, Zagreb, 1908.
- Premerl Tomislav – Hrvatska moderna arhitektura između dva rata, Arhitektura, broj 156/7, Zagreb, 1976.
- Premerl Tomislav – Hrvatska moderna arhitektura između dva rata, Nova tradicija, Matica hrvatska, Zagreb, 1989.
- Radović – Mahečić Darja, Laslo Aleksandar – Viktor Kovačić – promotor hrvatske arhitekture, Radovi IPU, Zagreb, 1997.
- Radović – Mahečić Darja, Laslo Aleksander – Život i djelo Viktora Kovačića, Arhitekt Viktor Kovačić, život i djelo, zbornik radova, HAZU, Zagreb, 2003.
- Strajnić Kosta – Studije, Zagrebačka arhitektura, Zagreb, 1918.
- Szabo Gjuro – U spomen Viktora Kovačića, Savremenik, broj 2, Zagreb, 1928.
- Šegvić Neven – Viktor Kovačić, prvi graditelj hrvatske moderne arhitekture, ČIP, broj 3/4, Zagreb, 1991.
- Šen Edo – Arhitekt Viktor Kovačić, mapa – monografija, GNZ, Zagreb 1929.
- Šen Edo – Arhitekt Viktor Kovačić, mapa – monografija, komentari Žarko Domljan, Čovjek i prostor, broj 10/11, Zagreb 1974.
- Vrkljan Zvonimir – Obljetnice, Viktor Kovačić, ČIP, broj 9/10, Zagreb, 1994.

## Vanjske poveznice
- Kovačić, Viktor Hrvatska tehnička enciklopedija, portal hrvatske tehničke baštine. LZMK